# Gerhard Hänsicke
Gerhard Hänsicke (* 30. Mai 1927) ist ein ehemaliger deutscher Fußballspieler, der in den 1950er Jahren in Dresden und Ost-Berlin Erstligafußball spielte. Mit der SG Volkspolizei/Dynamo Dresden wurde er DDR-Meister und Pokalsieger. 

## Sportliche Laufbahn
Als zur Saison 1950/51 in der DDR die zweitklassige DDR-Fußball-Liga eingeführt wurde, gehörte auch die SG Volkspolizei Potsdam zu den 20 Mannschaften, die in zwei Staffeln um den Aufstieg in die DDR-Oberliga kämpften. In der Potsdamer Mannschaft, die nur knapp den Aufstieg nach einem Entscheidungsspiel um den Staffelsieg (1:2 gegen Anker Wismar) verpasste, stand auch der 23-jährige Gerhard Hänsicke. Er hatte 15 der 18 ausgetragenen Punktspiele bestritten und war mit 18 Treffern Torschützenkönig der DDR-Liga geworden. 
Daraufhin übernahm die SG Volkspolizei Dresden, der Spitzenklub der DDR-Sportvereinigung Deutsche Volkspolizei, den erfolgreichen Stürmer als Ersatz für den ausgeschiedenen Otto Blochmann. Trainer Fritz Sack baute Hänsicke zur Saison 1951/52 als Mittelstürmer in die Mannschaft ein. Dieser bestritt 29 von 36 Punktspielen und erzielte 24 Tore, mit denen er erfolgreichster Schütze der Dresdner wurde. Dresden wurde 1952 Vizemeister und gewann auch den DDR-Fußballpokal mit Hänsicke als Mittelstürmer durch einen 3:0-Sieg über Einheit Pankow. 1953 wurden die Dresdner, im Laufe der Saison in SG Dynamo Dresden umbenannt, nach einem 3:2-Sieg in der Verlängerung im Entscheidungsspiel über die punktgleiche BSG Wismut Aue DDR-Fußballmeister. Mittelstürmer Hänsicke war an dem Meistertitel mit 21 Einsätzen und fünf Toren beteiligt. In der Saison 1953/54 fasste Hänsicke erst nach dem 18. Spieltag richtig Tritt und kam insgesamt nur auf 15 Punktspieleinsätze, in denen er aber neun Tore schoss. 1954/55 kehrte er zu alter Zuverlässigkeit zurück und wurde in den ersten acht Punktspielen erneut als Mittelstürmer eingesetzt. In diesen Begegnungen kam er zu vier Torerfolgen. 
Nach dem achten Spieltag wurde die Mannschaft der SG Dynamo Dresden überraschend nach Ost-Berlin umgesiedelt, wo sie künftig als SC Dynamo Berlin anzutreten hatte. Im sechsten Punktspiel für den SC Dynamo verletzte sich Hänsicke so schwer, dass er für den Rest der Saison ausfiel. Erst im November 1955, als in der Oberliga eine Übergangsrunde mit dreizehn Spielen zur Angleichung der Fußballsaison an das Kalenderjahr ab 1956 durchgeführt wurde, kam Hänsicke wieder in das Oberligateam, bestritt die letzten fünf Übergangsspiele und wies mit seinen vier Treffern wieder seine alte Torgefährlichkeit nach. Er blieb jedoch weiter vom Verletzungspech verfolgt und konnte in der Spielzeit 1956 nur sechsmal in der Oberliga spielen. Der letzte Spieltag am 28. Oktober war zugleich Hänsickes letztes Oberligaspiel. Damit konnte er auf eine Bilanz von 90 Oberligaspielen (71 für Dresden, 19 für Berlin) und auf eine erfolgreiche Torquote (39 für Dresden, 7 für Berlin) zurückblicken. 
Während der Saison 1956 wurde Hänsicke noch mehrfach in der Reservemannschaft des SC Dynamo eingesetzt, der er zum Aufstieg in die drittklassige II. DDR-Liga verhalf. Gleichzeitig war die 1. Mannschaft in die I. DDR-Liga abgestiegen, in der Hänsicke mit zwölf Punktspielen und neun Toren auch dieser Mannschaft 1957 zum Wiederaufstieg verhalf. Anschließend wechselte er zur Saison 1958 zur BSG Motor Eberswalde, die in die II. DDR-Liga aufgestiegen war. In Eberswalde beendete Hänsicke auch seine Laufbahn als Fußballspieler.